# Léon Bureau
Pour les autres membres de la famille, voir Famille Bureau.
Pour les articles homonymes, voir Bureau.
Léon Bureau est un armateur et linguiste français, né à Nantes le 1er novembre 1836 et mort dans la même ville, au 15 rue Gresset, le 9 novembre 1900. Il est reconnu pour son grand intérêt et son travail pour les langues et dialectes.

## Biographie
Fils de l'armateur Louis-Marcellin Bureau (1795-1895) et de Lucie Rozier (1810-1873), Léon Jacques Bureau est issu d'une famille d'armateurs nantais : Louis Bureau & Fils. Ils sont cinq frères : Louis Edouard (botaniste, 1830-1918), François Émile (armateur, 1832-1902), Étienne (armateur, 1845-1941), Léon et Louis (1847-1936).
Après ses études au collège Saint-Stanislas, il prend la mer, en 1852, à la découverte du monde, sur le Rama. C'est sur ce trois-mâts, durant la traversée, qu'il a ses premiers contacts avec le breton parlé par des marins originaires de Batz-sur-Mer. Il parcourt l'Inde, pendant six ans, où il apprend divers dialectes (tamil, hindoustani, birman, cinghalais…)..
De retour à Nantes, vers 1860, où il va demeurer définitivement, il mène deux carrières de front : armement et construction navale, avec sa famille, et des recherches en ethnographie et linguistique.
Il épouse Marie Lallié (1841-1915) en 1862, à Nantes, sœur d'Alfred Lallié, dont il aura quatre filles : Anna (1863-1942), épouse de Camille Guillet de La Brosse ; Henriette (1864-1955), épouse de Jean Babin-Chevaye ; Madeleine (1867-?), épouse de Maurice Bureau ; et Paule, épouse d'Emmanuel Naudin.
Avec son frère et M. Baillergeau, ils créent Bureau Frères & Baillergeau (1893 à 1903), en 1893, afin de profiter de la prime à la navigation pour la construction de voiliers de commerce à coque acier, dont il est l'instigateur, et qui prendra fin en 1903.
En 1892, il est élu président du Syndicat nantais des Industries maritimes, et assure ses fonctions jusqu'à sa mort.
Léon Bureau et ses écrits s'éteignent dans l'oubli.
Très catholique, président du Cercle catholique à Nantes, il se consacra aux œuvres de bienfaisance et fonda plusieurs associations.

### Le Breton
C'est lors d'un de ses voyages dans l'océan Indien, à bord du Le Rama, que Léon Bureau côtoie pour la première fois un muletier nommé Yves Monfort, natif du village de Kermoisan de Batz-sur-Mer, qui lui fait découvrir les rudiments de sa langue maternelle, le breton du pays guérandais, dont le breton de Batz-sur-Mer fut le dernier vestige.
Sa famille possédant une résidence à Penchâteau au Pouliguen, lors ses séjours de villégiatures balnéaires, il met à profit son temps libre pour y étudier ce dialecte en perdition qui n'est plus parlé, à l'époque, que par quelque 1 300 paludiers locaux. Il écoute attentivement et note tout ce qu'il entend, réunissant une quantité impressionnante de témoignages.
De ses investigations, il crée deux dictionnaire et une grammaire (jamais édités et, aujourd'hui, disparus sauf une mince partie publié par Émile Ernault), basés sur la collecte d'expressions rédigées dans un tout nouveau langage phonétique mis au point par Karl Richard Lepsius. Ses travaux lui permettent de participer à l'Exposition universelle de 1878.

## Hommages
- Un voilier cap-hornier à coque acier construit en 1902 par la Compagnie Louis Bureau et Fils porte son nom : le Léon Bureau[8],[9].
- Sébastien de Boishéraud, sculpteur, créé le médaillon qui orne son caveau au cimetière Miséricorde, commandé par « ses amis de la Loire navigable et de la Marine marchande ».
- À Nantes, le quai Léon Bureau[10] deviendra le boulevard Léon-Bureau, après comblement du canal Jollet, dans les années 1920, qui coupait l'Île de Nantes du nord au sud, au pied aval du pont transbordeur.

### Sources
- Yves Rochcongar, Capitaines d'industrie à Nantes au XIXe siècle, éditions MeMo, Nantes, 2003.